# Igor Netto
Igor Aleksandrovitj Netto (ryska: Игорь Александрович Нетто), född 9 januari 1930 i Moskva i Sovjetunionen, död 30 mars 1999 i Moskva i Ryssland, var en sovjetisk fotbollsspelare. Han anses vara en av FK Spartak Moskvas bästa spelare genom tiderna.
Igor Netto slog igenom i Spartak Moskva och blev sovjetisk mästare fem gånger. I Sovjetunionens landslag var han med och tog OS-guld 1956 och deltog i VM 1958 och 1962. Netto blev europamästare med Sovjet 1960 och lagkapten för landslaget 1954-1963. 